# 쑤칭

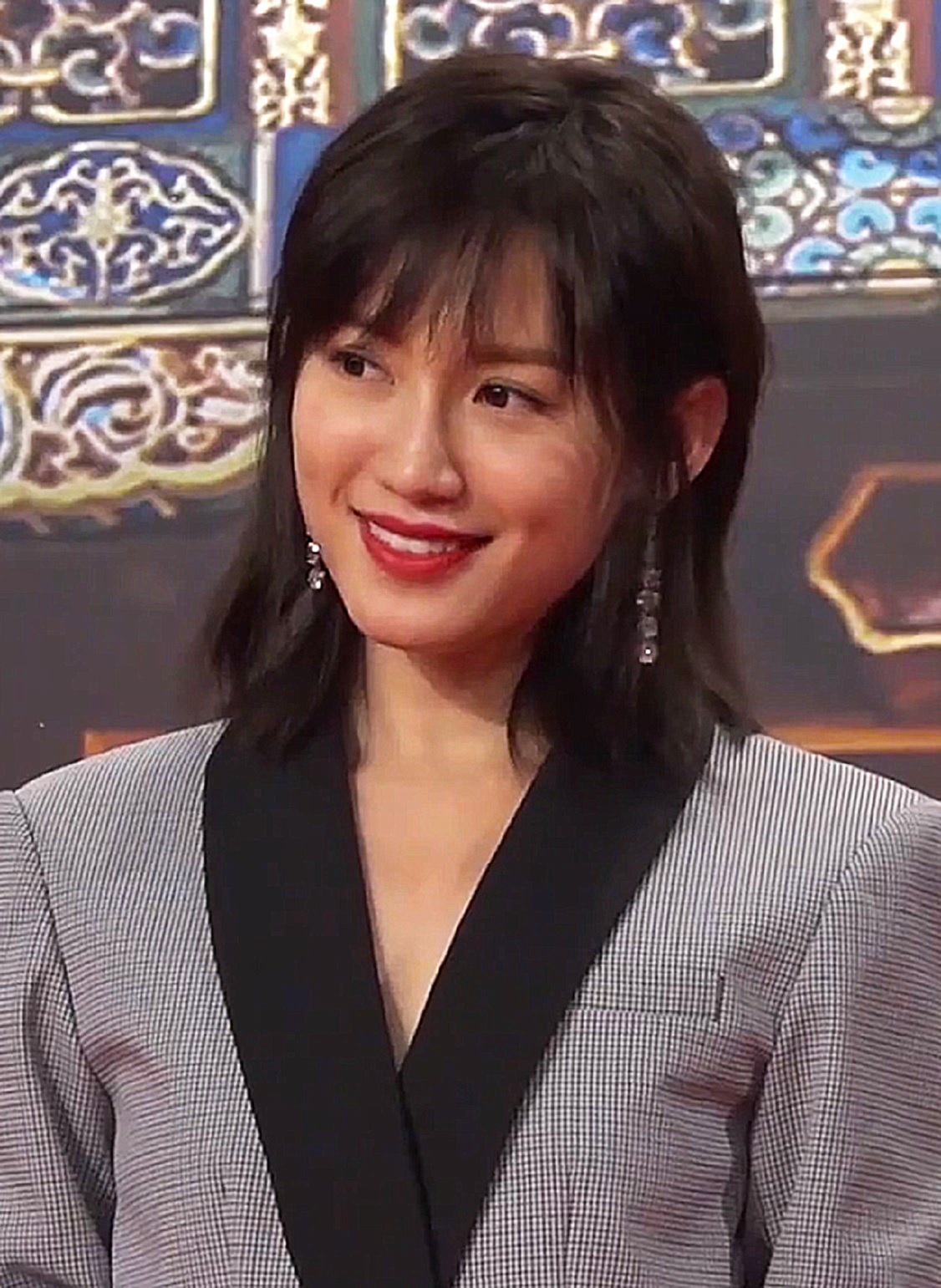

쑤칭(중국어: 苏青, 병음: Su Qing, 한자음: 소청, 1989년 7월 5일 ~ )은 중화인민공화국의 배우이다.
후난성 헝양시에서 태어났다.

## 방송
- 특근정영
- 운중가
- 금옥요
- 난세가인
- 철혈남인하명한

## 영화
- 금옥요 (2015년)
- 난세가인 (2012년)
- 철혈남인하명한 (2012년)
- 생사대영구 (2011년)
- 수호지 - 신비술사 (2011년)